# Quincy-Basse

Quincy-Basse este o comună în departamentul Aisne din nordul Franței. În 1 ianuarie 2022 avea o populație de 54 de locuitori.